# NUMBERS No:Z
NUMBERS (No:Z)（ナンバーズ）は、日本のアニメーションダンスのグループ。2013年結成。

## 概要
結成1年目にして、NYにあるアポロシアターアマチュアナイトにて、SUPER TOP DOG（年間チャンピオン）となる。日本人としては蛯名健一以来、12年ぶりで、2組目。
2014年3月〜8月にかけ「世界一周団体たびっぽ」協力のもと、世界一周の旅をしながらダンスパフォーマンスを行った。

## メンバー
- RYUTA （リュータ）

1988年11月生まれ。
- GENDAI （ゲンダイ）

1993年2月生まれ。

## 受賞歴
- 2013 NY APOLLO THEATER Amateur Night
9/25 優勝、Show Off 10/2優勝、Top Dog 10/9 優勝、Super Top Dog 11/27 優勝

## 経歴

### NUMBERS (No:Z) 経歴
- SMAP×SMAP（フジテレビ）『Joy!!』ダンサー
- パフォーマンスA／パフォーマンスZ （TBS）出演
- beポンキッキーズ（BSフジ）（2014年6月 - 2015年3月）映像、イベント出演
- シャキーン!（NHK Eテレ）映像出演
- AKB48 篠田麻里子 卒業LIVE IN 福岡ドーム バックダンサー
- Charisma.com『HATE』PV振り付け、出演他

### RYUTA 経歴
ダンス・イベント
- 2013 LA VIBE Dance Contest 準優勝
- 2010 TOKYO DANCE DELIGHT Vol.11 特別賞
- 2007 日本テレビ・24時間テレビ『復活ダンス甲子園』優勝
- 2007 日本テレビ年末特番『復活ダンス甲子園』優勝
- 映画『オズ はじまりの戦い』プレミアム試写会出演

ライブ
- AKB48 篠田麻里子、松井珠理奈『プラスティックの唇』ライブダンサー
- エハラマサヒロ 単独LIVE 出演
- AMIAYA「Play That Music」ライブダンサー

CM
- アサヒ飲料『WONDA』
- AEON
- 西友
- ホームズ

PV
- 赤西仁『HEY WHAT’S UP?』
- aiko 『Loveletter』
- ソナーポケット『失恋〜君は今、幸せですか?〜』
- RIP SLYME 『ロングバケーション』
- THE SECOND from EXILE 『SURVIVORS』feat.MAKIDAI』
- FAKY『Better Without You』
- さくら学院『サイレンスガール』

### GENDAI 経歴
ダンス・イベント
- アメリカ「VIBE DANCE COMPETITION 2013」準優勝
- 東京「DANCE@HERO」優勝

PV
- カラオケLIVE DAM 踊ってみた「if…」振り付け、出演
- Flumpool『reboot〜あきらめない詩』振り付け、出演
- GIRL NEXT DOOR『Ready to be a lady』

他